# Izvoru de Jos, Argeș
Izvoru de Jos este un sat în comuna Vedea din județul Argeș, Muntenia, România.

## Personalități
- Teodor Coman (1928 - 1996), comunist, om politic român,